# 914 Palisana
914 Palisana este un asteroid din centura principală, descoperit pe 4 iulie 1919, de Max Wolf.